# Bagada (bướm đêm)
Bagada là một chi bướm đêm thuộc họ Noctuidae.

## Các loài
- Bagada api Holloway, 1989
- Bagada cinnamomea (Roepke, 1938)
- Bagada fuscostrigata Bethune-Baker, 1906
- Bagada hilaris (Warren, 1912)
- Bagada labi Holloway, 1989
- Bagada lignigera (Walker, [1863])
- Bagada magna (Hampson, 1894)
- Bagada malayica (Snellen, [1886])
- Bagada ochracea (Warren, 1912)
- Bagada olivacea (Warren, 1912)
- Bagada ornata (Wileman & West, 1929)
- Bagada poliomera (Hampson, 1908)
- Bagada semirufa (Warren, 1912)
- Bagada spicea (Guenée, 1852)
- Bagada tricycla (Guenée, 1852)
- Bagada turpis (Warren, 1912)